# Achmore
Achmore (en gaèlic escocès An t-Acha Mòr) és un llogaret de les Hèbrides Exteriors escoceses, a l'illa de Lewis. El poble és l'únic de Lewis que no es troba a la costa.

## Cromlec
Les restes d'un antic cercle de pedra, les lloses del qual estan caigudes en la seva major part, es troben prop del llogaret, i és conegut com el cercle de pedra d'Achmore.
Podria estar vinculat a les sortides i postes de la lluna i el sol respecte a una cadena de turons que sembla una dona jacent (i solament des del cercle de pedres d'Achmore amb aparença d'embarassada), anomenada la bella dorment.
El cercle va ser descobert l'any 1981, encara que hi havia sospites que algunes roques desenterrades en la dècada de 1930 fossin un cercle, i fa 41 metres de diàmetre. Construït al voltant de l'any 2000 aC, probablement estava format per 22 monòlits de fins a dos metres d'altura, dos dels quals romanen en peus.

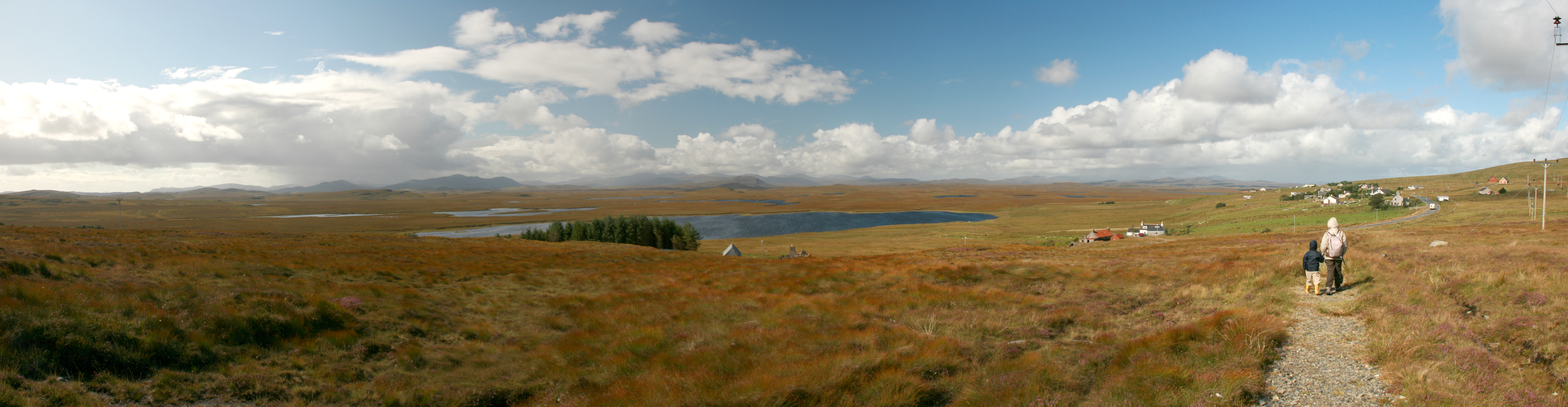
Vista panoràmica d'Achmore des del cercle de pedres de la localitat
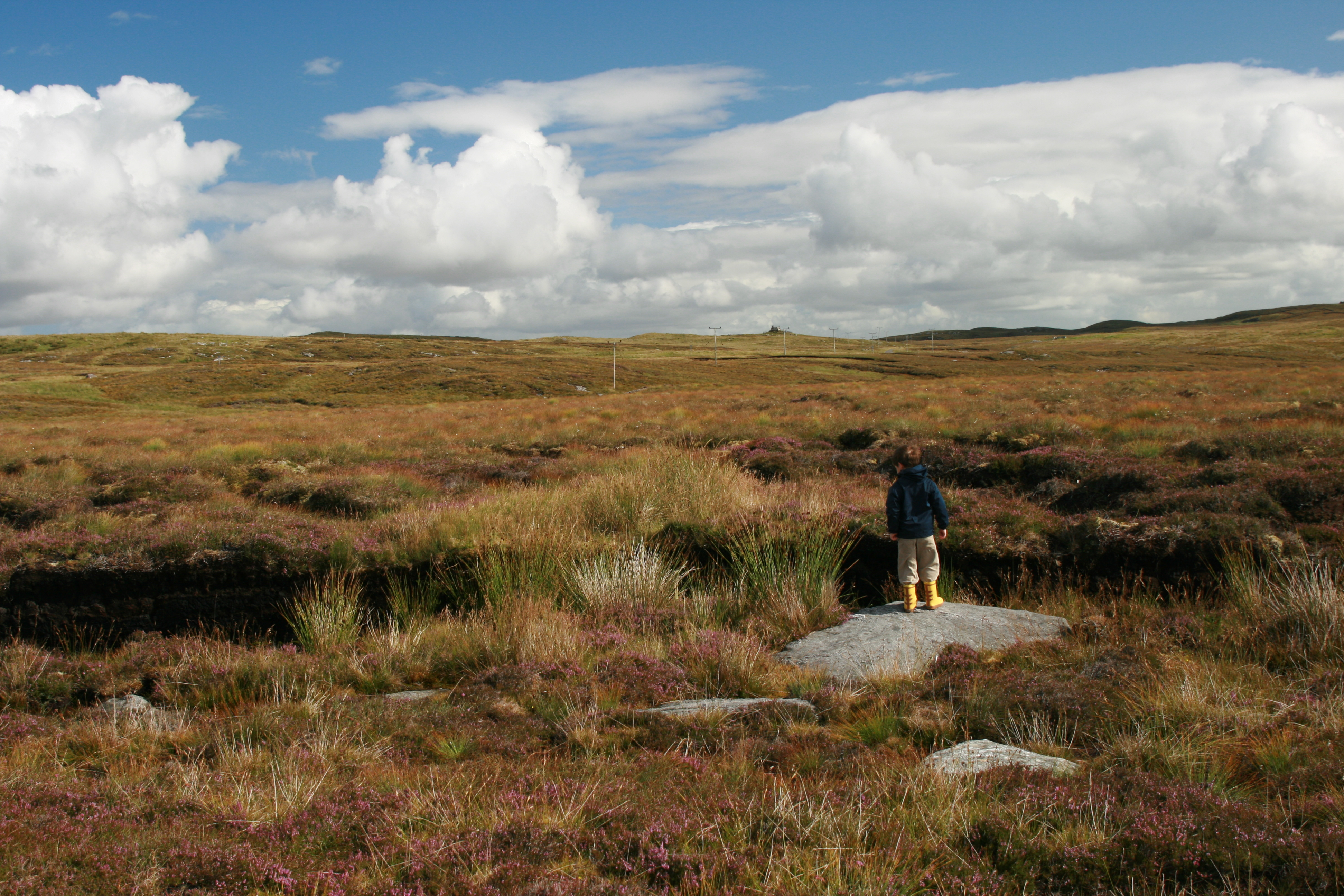
Lloses caigudes i ara fora de la torba on jeien. Com a referència, el nen fa 1 metre